# École nationale supérieure d'architecture de Marseille
Pour les articles homonymes, voir ENSAM.
 (décembre 2017).
L’école nationale supérieure d’architecture de Marseille (ENSA-Marseille, ENSA-M ou ensa•m depuis novembre 2017) est un établissement public d’enseignement supérieur et de recherche en architecture situé dans le département des Bouches-du-Rhône en région Provence-Alpes-Côte d'Azur.
Elle fut créée sous cette forme en 2005 en même temps que les 19 autres écoles nationales supérieures d'architecture, toutes sous la tutelle du ministère de la Culture.
L'établissement dispense des formations dans les domaines de l'architecture, des territoires et de l'urbanisme et est habilité à délivrer les diplômes nécessaires à l'exercice de plein droit de la profession d'architecte, sous réserve d'inscription auprès de l'ordre des architectes.
Sa composante recherche s'exprime au travers de ses deux laboratoires et de ses enseignants-chercheurs. En collaboration avec Aix-Marseille Université, l'école forme également des doctorants en architecture et des architectes-ingénieurs avec Polytech Marseille.

## Historique

### L'architecture enseignée aux beaux-arts
En 1752 fondation de l'école académique de dessin de Marseille sous l'impulsion des peintres Michel-François Dandré-Bardon et Jean-Joseph Kapeller dans les locaux de l'arsenal qui déménagera ensuite aux allées de Meilhan.
En 1780 l'école devient l'Académie de peinture, de sculpture et d’architecture civile et navale
En 1796 l'école déménage au couvent des Bernardines sous le nom d'école gratuite de dessin. 
En 1812 création d'une section d'architecture, matière principalement enseignée au sein de l'École polytechnique avec une forte composante de génie civil.
En 1862 cette école de dessin devient l'école des beaux-arts de Marseille qui enseigne également l'architecture, la construction et la perspective.
En 1874 l'école des beaux-arts intègre le nouveau Palais des Arts conçu par Henri-Jacques Espérandieu, place Auguste et François Carli.
En 1882 ouverture d’un cours de dessin pour les jeunes filles « classe des demoiselles ».
En 1905 un décret décide de la création de l'école régionale d'architecture de Marseille au sein de l'école des beaux-arts. Cet enseignement permettait d'acquérir les bases avant l'entrée à l’École nationale supérieure des beaux-arts de Paris, seule habilitée, à l’époque, à délivrer le diplôme d’architecte.
En 1967 l'école des beaux-arts et d'architecture déménage de la place Carli, au centre de Marseille, à Luminy. Ses nouveaux locaux ont été conçus par l'architecte René Egger sous l'impulsion de Gaston Defferre et de François Bret,  son directeur depuis 1961.
En 1968 ouverture de l'école.

### Les unités pédagogiques d'architecture
À la rentrée 1968-69, à la suite des évènements de mai 68, André Malraux, alors ministre de la Culture, détache les études d'architecture des écoles des beaux-arts et crée les unités pédagogiques d'architecture (UPAs). Elles sont sous la tutelle du ministère chargé de la Culture. Les locaux dévolus à l'UPA de Marseille restent à proximité de l'école des beaux-arts de Marseille sur le même site à Luminy.
En 1978 les écoles d'architecture sont sous la tutelle du ministère de l'Environnement et du Cadre de vie.
En 1979 les UPAs sont érigées en établissements administratifs autonomes. Celle de Marseille le fut le 10 décembre 1979. Les premiers laboratoires de recherche sont également créés au sein de l'école.
En 1981 les écoles d'architecture sont sous la tutelle du ministère de l'Équipement.
En 1987 l'UPA de Marseille est renommée école d'architecture de Marseille-Luminy,
En 1996 les écoles d'architecture sont sous la tutelle du ministère de Culture et de la Communication.

### Les écoles nationales supérieures d'architecture
En 2005 elle devient l'école nationale supérieure d'architecture de Marseille et adopte son nouveau programme en harmonie avec le système LMD.
En 2007 le bâtiment conçu par René Egger reçoit le label Patrimoine du XXe siècle.
En 2017 les écoles d'architecture sont sous la tutelle du ministère de Culture.

### De Luminy à la Porte d'Aix: l'installation à l'Institut Méditerranéen de la Ville et des Territoires
L'École nationale supérieure d’architecture de Marseille était installée à Luminy depuis plus de 50 ans, dans une école créée par René Egger. L’architecture du bâtiment est l’exemple très abouti d’un ensemble architectural méditerranéen, tirant partie de son site exceptionnel, de sa topographie, de ses orientations et du climat avec ses circulations et ses nombreux prolongements extérieurs. Malheureusement, au fil du temps, les lieux se sont révélés trop exigu. L’idée de l’Institut Méditerranéen de la Ville et des Territoires venait de naître…
Ainsi, alors qu'en 2018 l’ensa•m fêtait ses 50 ans d’existence et d’implantation sur le site extraordinaire de Luminy, reconnu architecture contemporaine remarquable par le ministère de la Culture, elle se projetait résolument vers la création de l’Institut Méditerranéen de la Ville et des Territoires (IMVT) dont le chantier de construction allait démarrer en 2021. 
Et en 2023, c'est au cœur de la cité Phocéenne, près de la porte d’Aix, à proximité immédiate de la Gare Saint-Charles, que l’IMVT, cet institut unique en Europe, ouvrait ses portes. En son sein, trois établissements distincts prônant la transdisciplinarité : l’ensa•m, l’école nationale supérieure de paysage de Versailles-Marseille (ensp) et l’Institut d’Urbanisme Régional d’AMU / Aix-Marseille Université (iuar)

## Administration

### Tutelle
Les ENSA sont sous la tutelle du ministère de la Culture. Au sein de l’administration centrale du ministère cette charge de tutelle revient hiérarchiquement à la direction générale des patrimoines, au service de l’architecture et enfin à la sous-direction de l’enseignement supérieur et de la recherche en architecture.

### Gouvernance
Le statut et l'organisation des ENSA a subi des changements en 2018.
L'ENSA Marseille est un établissement public national à caractère administratif. La gouvernance administrative est représentée par un directeur et un conseil d'administration et un conseil pédagogique et scientifique. Ce dernier prépare les décisions du CA lesquelles sont ensuite mises en œuvre par la direction et les services administratifs.

### Instances

#### Le conseil d'administration
Par ses délibérations et ses procès-verbaux il règle les affaires de l'établissement notamment en matière de budget, d'offres de formation, d'habilitation à délivrer les diplômes, de règlement intérieur, de conventions, de contrats ou de mandats.
Il est composé de vingt membres (mandats de quatre ans sauf pour les étudiants), parmi lesquels est élu son président :
- huit personnalités extérieures et qualifiées ;
  - trois membres de droit,
    - le président de la région SUD-Provence-Alpes-Côte-d'Azur ou son représentant,
    - le président le métropole Aix-Marseille-Provence ou son représentant,
    - le président d'Aix-Marseille-Université ou son représentant,

  - un architecte désigné par la présidente du CROA-PACA, branche régionale du CNOA,
  - quatre personnalités qualifiées désignées par le CA sur proposition de la directrice ;
- six représentants des enseignants-chercheurs ;
- trois représentants des étudiants (mandats de deux ans) ;
- trois représentants du personnel administratif.

#### La direction
Le directeur est nommé pour trois ans renouvelable deux fois par arrêté du ministre de la Culture, après avis du CA. Il a autorité sur l'ensemble des services et du personnel et est représentant légal de l'établissement.

##### Les directeurs
- 1961-1985 : François Bret (également directeur de l'école supérieure des beaux-arts)
- 1985-1995 : Jean-Pierre Hemy
- 1995-1998 : Jorge Lopes da Fonséca
- 1998-2009 : Jean-Claude Groussard
- 2009-2015 : Marielle Riche
- 2015-2018 : Jean-Marc Zuretti
- 2019-2024 : Hélène Corset Maillard
- 2025 à aujourd'hui : Anne Bourgon

#### Le Conseil pédagogique et scientifique
Il est compétent sur les orientations stratégiques de l'école en matière de formation, de vie étudiante et de recherche. Il prépare les décisions du CA. Il comprend les 35 membres des deux commissions qui le compose : la commission des formations et de la vie étudiante et la commission de la recherche. Il peut être convoqué sous forme restreinte comprenant les seuls 21 représentants des enseignants chercheurs.

##### La commission des formations et de la vie étudiante
Elle est compétente pour formuler des avis et des propositions sur toutes questions relatives à l'organisation des études et à l'offre de formation, et aux conditions de vie et de travail des étudiants. Elle comprend vingt membres : douze enseignants et chercheurs éligibles au CA, six étudiants et deux agents des filières administratives, techniques et scientifiques. Mandats de quatre ans sauf pour les étudiants : deux ans.

##### La commission de la recherche
Elle est compétente pour formuler des avis et des propositions sur toutes questions relatives aux orientations et à l'organisation de la recherche et la valorisation de ses résultats. Elle comprend quinze membres: neuf professeurs ou autres enseignants-chercheurs rattachés à une équipe de recherche, deux doctorants et quatre personnalités extérieures parmi les enseignants-chercheurs chercheurs d’autres établissements désignés par le conseil d’administration. Mandats de quatre ans sauf pour les doctorants : deux ans.

### Budget
L'école a eu un budget de fonctionnement de 2,4 millions d'euros en 2024 dont 1,195 millions d'euros  de charges de personnel. L'investissement a représenté 17 % des dépenses cette même année.

## Implantation

### Situation
L'ensa•m est située au centre-ville de Marseille, dans l'Institut Méditerranéen de la Ville et des Territoires, à moins de 250 mètres de la gare Saint-Charles, au sein de la ZAC Saint-Charles, à la Porte d'Aix. Un site plus central et plus urbain : 2, place Jules Guesde.

### Accès
L'école est desservie par les lignes de métro M1 (stations Saint-Charles et Colbert Hôtel de Région) et M2 (station Jules Guesde) et par le Bus 82S (station Nédelec Guesde) ainsi que par le Tram (T2 Alcazar et T3 Alcazar) gérés par la RTM. L'IMVT possède un parking vélo sécurisé. En voiture, le parking INDIGO Sainte Barbe est le plus proche de l'établissement.

## Missions
- La formation initiale des professionnels de l'architecture (à ses différents niveaux universitaires)
- La recherche en architecture et sa valorisation
- La formation à la recherche et par la recherche
- Les formations spécialisées en architecture et dans les domaines relatifs à l’architecture
- La formation continue diplômante des professionnels de l'architecture dans le cadre de la promotion sociale
- La formation permanente des professionnels de l'architecture
- La formation du personnel chargé de l'enseignement de l'architecture
- La diffusion, particulièrement dans le cadre régional, de la culture architecturale, et la sensibilisation des jeunes à l'architecture, notamment en milieu scolaire
- L’échange des savoirs et des pratiques au sein de la communauté scientifique et culturelle internationale, notamment par le développement de programmes de coopération avec des institutions étrangères

## Formations

### La formation initiale — licence, master
- 1er cycle conduisant au diplôme d'études en architecture DEEA (valant grade de licence)

Buts : acquérir les bases d’une culture architecturale, de la compréhension et de la pratique du projet architectural. Il cristallise la pluridisciplinarité de l’architecture.

Durée : trois ans.
- 2e cycle conduisant au diplôme d'État d'architecte DEA (valant grade de master)

Buts : permettre une compréhension des problématiques et le développement.d’une pensée critique et prospectrice quant aux thématiques architecturales.

Durée : deux ans.

### La formation continue
Buts : permettre aux collaborateurs d’architecte de préparer le DEA, puis l’HMONP.
Durée : quatre ans, recrutement en 2e année de licence ou en 1re année de master.
Le recrutement a lieu tous les deux ans.

### Le double cursusarchitecte-ingénieuren génie civil
Buts : former des professionnels disposant d’une double culture architecte et ingénieur en génie civil s’inscrivant dans un réalisme de modernité.
Durée : en partenariat avec Polytech’ Marseille. Les étudiants des deux écoles préparent simultanément pendant sept ans un diplôme d’état d’architecte et un diplôme d’ingénieur.

### La formation à l'exercice de la maitrise d'œuvre (HMONP)
Buts : acquérir les connaissances liées à la maitrise d’œuvre, en particulier sur le plan de la responsabilité personnelle, de la gestion et des normes et réglementations.
Durée : un an.

### Le doctorat en architecture:3ecycle
Buts : formation à la recherche par la recherche au sein d’un des laboratoires de l’ensam (INAMA, Project[s] ou MAP-Gamsau).
Durée trois ans en association avec  l’école doctorale 355 « Espaces, Cultures, Sociétés » d’Aix-Marseille Université. 

## La recherche
L’ensa•m accueille deux  unités de recherche habilitées à former des docteurs en architecture au sein de l’école doctorale 355 «Espaces, Cultures et Sociétés » d’Aix-Marseille Université :
- INAMA (Investigation sur l’histoire et l’actualité des mutations architecturales) : étude de l’aire métropolitaine dans l’espace et dans le temps et histoire de l’architecture contemporaine dans la région et en Méditerranée ;
- Project[s]: étudie les savoirs en actes dans le projet : les savoirs convoqués et utilisés dans la conception ; les savoirs transformés et produits par la conception dans les disciplines de l’architecture, du paysagisme, de l’urbanisme, du design et de l’ingénierie.

## Relations internationales
L’ensa•m accueille chaque année une proportion d’étudiants étrangers qui atteint plus de 16 % des inscrits.
Ces relations se traduisent par un certain nombre d’actions :
- mobilité étudiante ;
- accueil d'étudiants étrangers hors accords ;
- voyages pédagogiques ;
- workshops ;
- participation à des concours internationaux.

## Vie étudiante
L'école héberge plusieurs associations étudiantes : 
- le Temple-BDE : Bureau des étudiants de l’ensa•m ;
- Bureau Des Arts (BDA): promotion de l’art au sein de l’ensa•m : théâtre, musique, photos,  ;
- Lis Avi : Les anciens diplômés ;
- K, anciennement Kopeck, coopérative et atelier de construction ;
- BDS : le bureau des sports collectifs de l'école avec accès aux compétitions universitaires ;
- LAB 418: enseignement, partage et expérimentation des nouvelles technologies dans le domaine de l'architecture.
- TREMPLIN IMVT : L’association Tremplin IMVT vise à promouvoir les étudiants et jeune diplômés de l’ensa•m, l’IUAR et l’ENSP et à améliorer leur insertion dans le monde professionnel.

## Enseignants
Quelques enseignants remarquables qui ont enseigné à l'école d'architecture de Marseille :
- titulaires :
  - Paul Nelson (1967-1977) ;
  - Seymour Howard ;
  - André-Jacques Dunoyer de Segonzac (1915-2018) ;
  - Paul Quintrand ;
  - Fernand Boukobza (1970-1991) ;
  - Raymond Perrachon ;
  - Maurice Sauzet ;

- associés ou vacataires :
  - Marc Barani.

## Élèves notables
- Vladimir Couprianoff (1918-1967), de 1941 à 1945.
- Rudy Ricciotti (1952-)
- Marc Barani (1957-)